# Monanthotaxis caffra
Monanthotaxis caffra là loài thực vật có hoa thuộc họ Na. Loài này được Verdc. mô tả khoa học đầu tiên.

## Hình ảnh

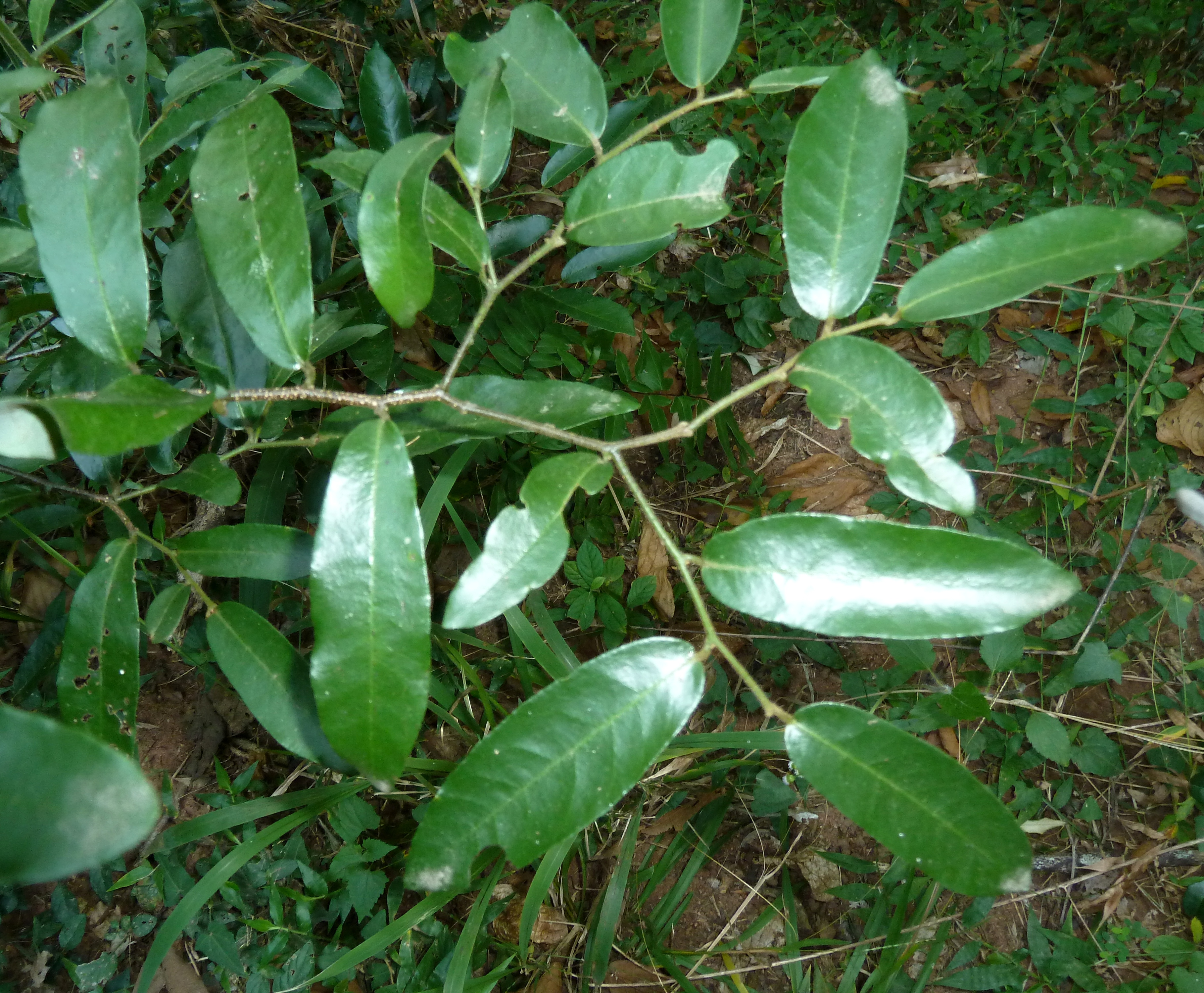
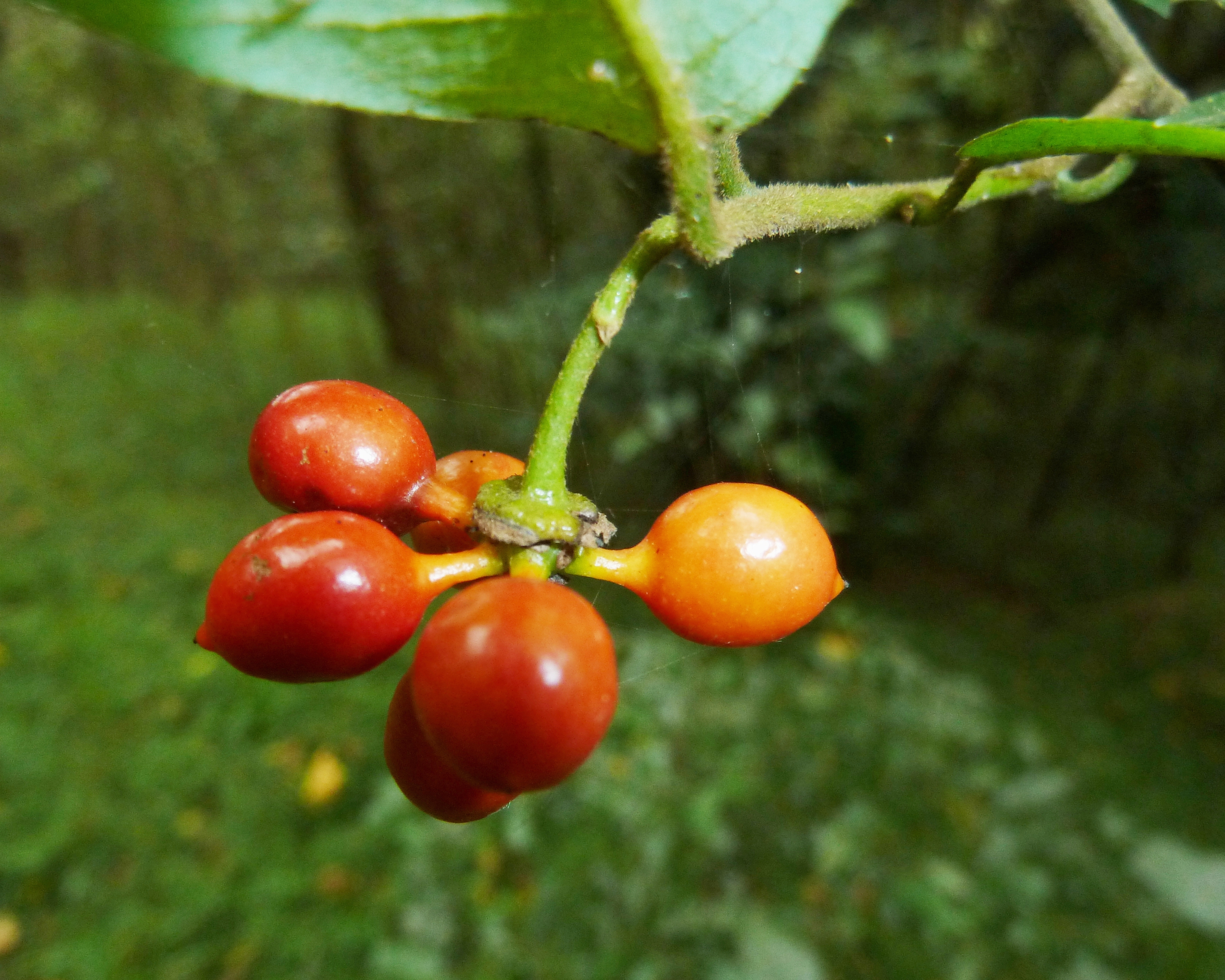
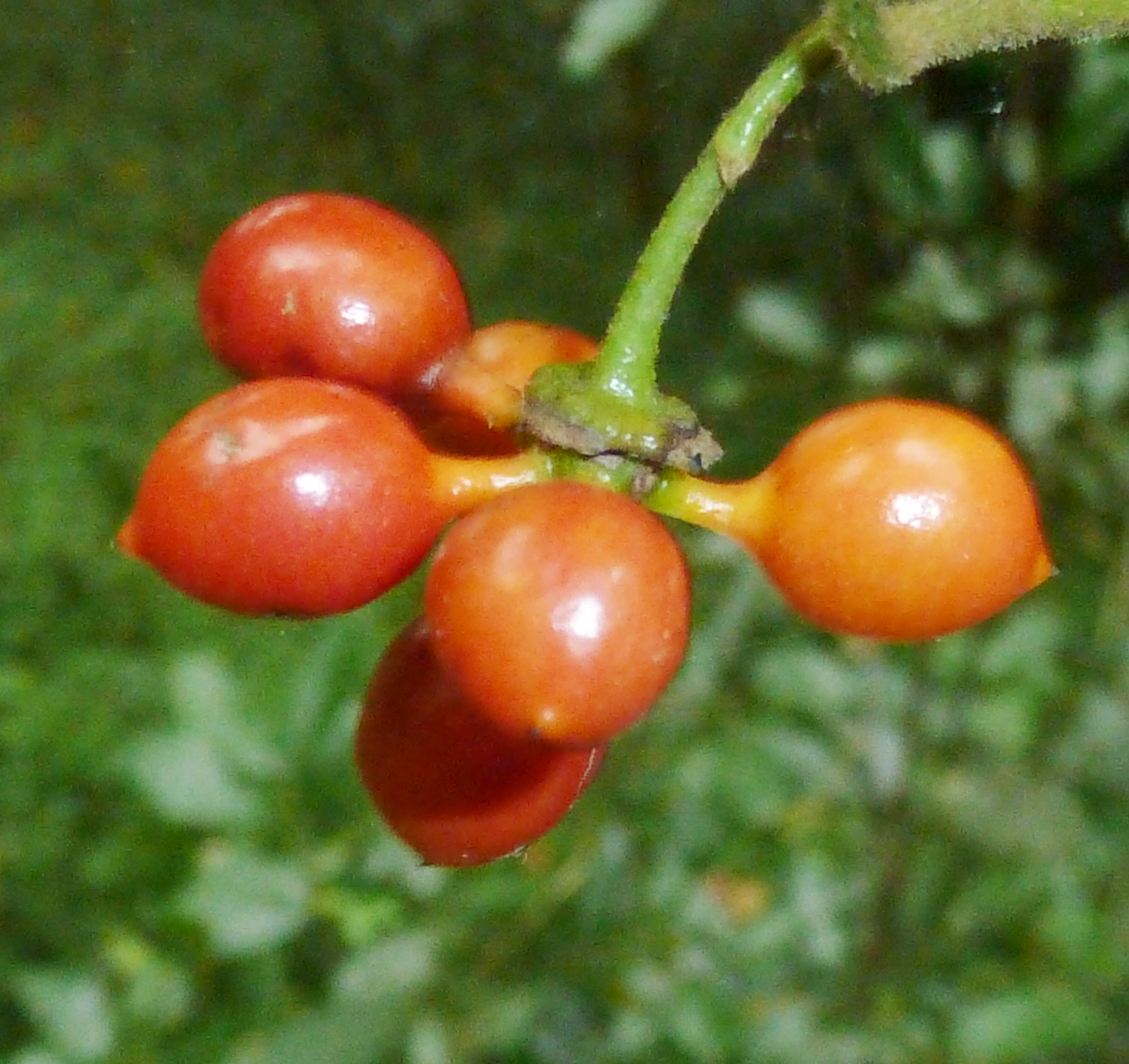